# Euploea edwardsii
Euploea edwardsii är en fjärilsart som beskrevs av Moore. Euploea edwardsii ingår i släktet Euploea och familjen praktfjärilar. Inga underarter finns listade i Catalogue of Life.